# Charlotte Hendrickx
Charlotte Hendrickx (Antwerpen) is een Amerikaans, maar van oorsprong Belgisch, producer en actrice .

## Carrière
Vanaf jonge leeftijd begon Hendrickx balletlessen te volgen, waardoor ze uiteindelijk kennis maakte met kunst en acteren. Ze studeerde in 2016 af met een diploma in mens- en gedragswetenschappen. In 2017 begon ze een nieuwe opleiding, ditmaal aan de American Academy of Dramatic Arts, waarvan ze in 2019 afstudeerde.
Sinds haar afstuderen heeft Hendrickx deel uitgemaakt van diverse projecten. Zo had ze de hoofdrol van Lauren in de kortfilm Here Lies Lauren en een aantal commerciële samenwerkingen met internationale modemerken. Ook heeft ze achter de camera gewerkt als producer en meerdere producties op haar naam staan, zoals het korte drama Heated, dat ze tevens regisseerde, Enough en The Spell that Backfired, een film die meerdere internationale prijzen won. Ook werkte ze in 2023 aan de film Polly & Sue, samen met Rayna Campbell.
In september 2024 co-produceerde ze de theatershow What's Up Don Quixote.

## Onderscheidingen
- 2020: Award voor de kortfilm "Enough" op het Golden Nugget international film festival London
- 2020: Award voor de kortfilm "Enough" op het Global film festival Los Angeles
- 2021: Award voor de kortfilm "Pure modern love" op het WRPN international film festival Delaware
- 2021: Award voor de kortfilm "Pure modern love" op het Hollywood Gold Award
- 2022: Award voor de kortfilm "The spell that backfired" op het Tokyo international monthly film festival
- 2022: Award voor de kortfilm "The spell that backfired" op het Milan gold awards festival
- 2022: Award voor de kortfilm "The spell that backfired" op het London international monthly film festival
- 2022: Award voor beste actrice in de kortfilm "The spell that backfired" op het Indies short Fest Los Angeles
- 2022: Award voor de kortfilm "Ten Whys" op het Hollywood gold awards
- 2022: Award voor de kortfilm "Ten Whys" op Cannes shortfilm festival
- 2023: Award voor de kortfilm "The Office Hunt" op het Nitiin film festival in Maleisië
- 2023: Award voor de kortfilm "The Office Hunt" op het Navy international film festival in Maleisië
- 2023: Genomineerd voor de kortfilm "Promises, Promises" op het Chinese American film festival
- 2023: Genomineerd voor de kortfilm "Promises, Promises" op het Big Apple film festival[8]
- 2023: Genomineerd voor de kortfilm "Promises, Promises" op het Silver Wave Festival